# Беликовцы
Бе́ликовцы (укр. Біликівці) — село на Украине, находится в Жмеринском районе Винницкой области.
Код КОАТУУ — 0521080303. Население по переписи 2001 года составляет 539 человек. Почтовый индекс — 23133. Телефонный код — 4332. Занимает площадь 1,816 км².

## Адрес местного совета
23133, Винницкая область, Жмеринский р-н, с. Беликовцы, тел.: +380 (4332) 3-02-31